# 90 (liczba)
90 (dziewięćdziesiąt) – liczba naturalna następująca po 89 i poprzedzająca 91.

## 90 w nauce
- liczba atomowa toru
- obiekt na niebie Messier 90
- galaktyka NGC 90
- planetoida (90) Antiope
- szerokość geograficzna biegunów północnego i południowego

## 90 w kalendarzu
90. dniem w roku jest 31 marca (w latach przestępnych jest to 30 marca). Zobacz też co wydarzyło się w roku 90.